# K-Net
 (mai 2017).
Si vous disposez d'ouvrages ou d'articles de référence ou si vous connaissez des sites web de qualité traitant du thème abordé ici, merci de compléter l'article en donnant les références utiles à sa vérifiabilité et en les liant à la section « Notes et références ».
K-Net est un fournisseur d'accès à Internet par fibre optique, opérant en France et appartenant au groupe Kwaoo.
K-Net est présent dans 24 départements et 8 agences de proximité sont à disposition des abonnés, aussi bien particuliers que professionnels.

## Implantation en France
La société a commencé son activité dans de département de l'Ain (01). En 2018, K-Net est présent dans 24 départements. Ses services sont proposés sur différents réseaux d'initiative publique (RIP) tels que Covage, Axione, Altitude Infrastructure, le SIEA (Ain), etc.
Le fort potentiel de l'entreprise et son développement rapide l'ont poussée dans le top 50 des entreprises françaises à la plus forte croissance trois années consécutives (2013 à 2015),,.
Le 6 février 2024, la société est en redressement judiciaire
Début 2025, le Tribunal de Commerce de Bourg-en-Bresse publie l'arrêté de redressement judiciaire avec un plan de 10 ans et nomme un Commissaire à l'exécution de ce plan.

## Offres commerciales

### Accès à internet à très haut débit
Lorsque les infrastructures le permettent, K-Net propose des offres FTTH permettant un débit symétrique de 1 Gbit/s, mais également des offres bridées à 100 Mbit/s.
En plus de son Accès à internet à très haut débit (débit symétrique jusqu'à 1 Gbit/s), K-Net inclut d'autres services :
- courrier électronique ;
- hébergement de pages personnelles ;
- adresse IP fixes (IPv4 et IPv6 selon les réseaux) ;
- sauvegarde en ligne  ;
- etc.

### Téléphonie fixe
Les abonnés K-Net ont accès en illimité aux lignes fixes en France métropolitaine ainsi qu'à 50 destinations à l'étranger.

### Télévision
En plus du bouquet TV accessible via le décodeur TV (voir plus bas), K-Net met à disposition des usagers un flux TV accessible sur smartphone et tablettes.
D'autres services sont disponibles comme « Kmotion » (coffre fort numérique de vidéos).

### Presse
Depuis octobre 2016, les abonnés K-Net ont accès à un service Presse par le biais d'un magazine mensuel sur l'actualité de la fibre optique, des nouvelles technologies et de la culture geek nommé K-Actus.

### Téléphonie mobile
Depuis 2016, K-Net propose des forfaits de téléphonie mobile en partenariat avec NRJ Mobile.

### Matériel
K-Net met à disposition de ses clients (contre caution ou location) ses équipements : 
- routeur KBox v1 (Netgear WNR 3500 L) ou KBox v2 (Icotera i4601 ) KBox V2b (Icotera i4850) ;
- décodeur TV DUNE HD ou Pure Android TV 4K ;
- adaptateur téléphonique/VoIP ou téléphone IP (Gigaset C610IP/C530IP).

L'utilisateur a aussi la possibilité d'utiliser son propre matériel.

### Abonnés
En 2016, K-Net a dépassé la barre symbolique des 10 000 abonnés.

## Développement
Actuellement, les flux TV utilisés sont ceux du SIEA, RIP dans le département de l'Ain.
Pour améliorer la qualité et la quantité des flux TV fournis, K-Net travaille actuellement sur le développement de son propre système de captation.[réf. nécessaire]

### BOX v2
L'année 2016 a vu l'apparition de la KBOX v2 permettant aux utilisateurs de profiter entre autres d'un débit allant jusqu'à 1 Gb/s, du Wi-Fi 802.11ac (867+300Mbps) et d'un adaptateur téléphonique SIP/analogique intégré. Il s'agit d'une Box Icotera, déjà employée auparavant par le FAI Comcable[réf. nécessaire]. La version V2b, permet des débits théoriques Wi-Fi 802.11ac de 1700 Mega (1700+300).